# WTA Tour 2012
Il WTA Tour 2012 è un insieme di tornei femminili di tennis organizzati dalla Women's Tennis Association (WTA).
Include i tornei del Grande Slam (organizzati in collaborazione con la International Tennis Federation),
i Tornei WTA Premier, i Tornei WTA International, il torneo dei Giochi della XXX Olimpiade, la Fed Cup (organizzata dall'ITF), il Commonwealth Bank Tournament of Champions e il WTA Tour Championships.

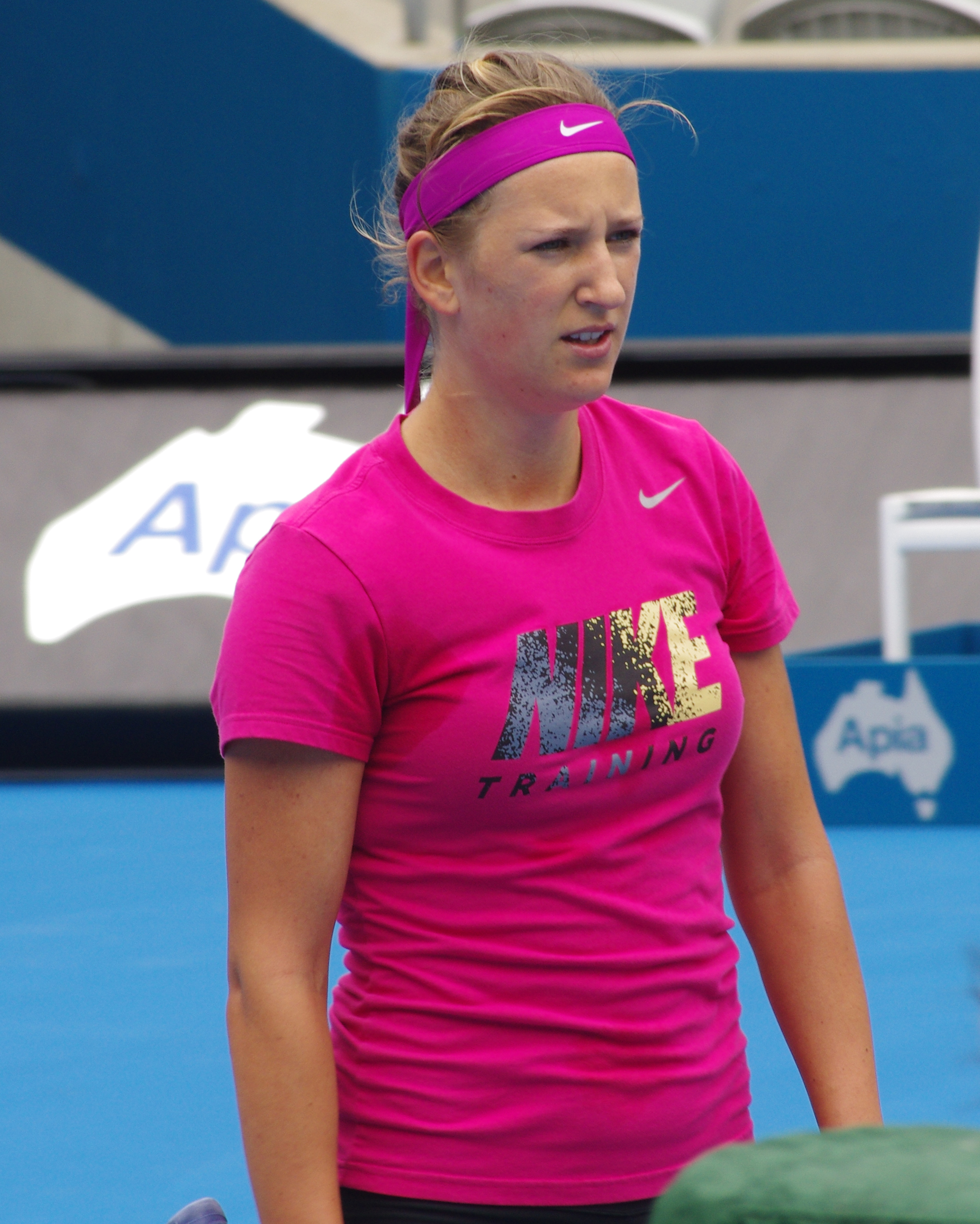
Viktoryja Azaranka è la vincitrice dell'Australian Open

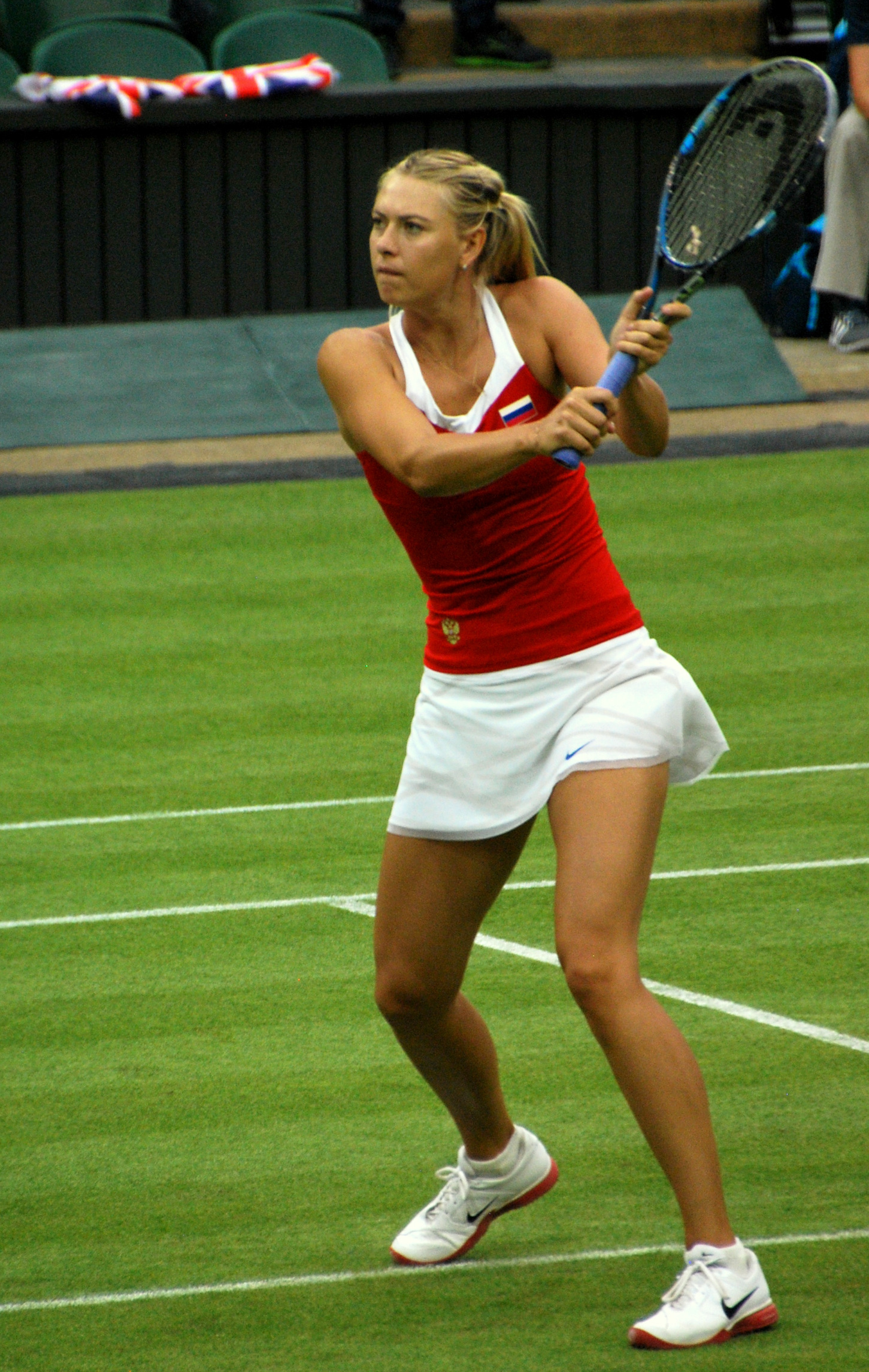
Marija Šarapova è la vincitrice dell'Open di Francia, mentre alle Olimpiadi vince la medaglia d'argento

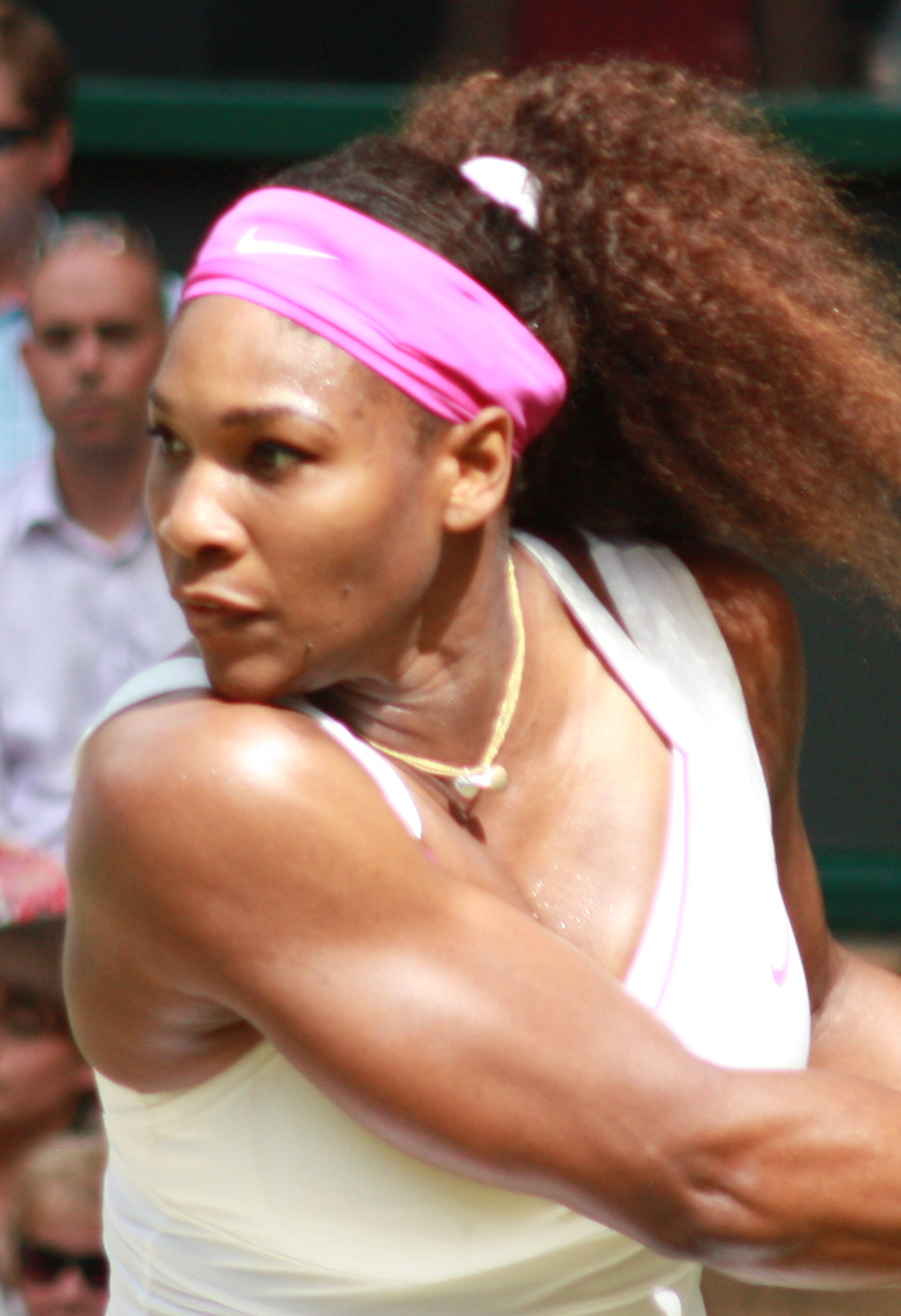
Serena Williams è la vincitrice del Torneo di Wimbledon e dell'US Open; si aggiudica anche le Olimpiadi di Londra

## Calendario
Questo è il calendario completo degli eventi del 2012, con i risultati in progressione dai quarti di finale.
Legenda
| Grande Slam           |
| Torneo di fine anno   |
| WTA Premier Mandatory |
| WTA Premier 5         |
| Olimpiadi             |
| WTA Premier           |
| WTA International     |
| Torneo a squadre      |

### Gennaio
| Settimana             | Torneo | Campionesse                                                      | Finaliste                                        | Semifinaliste                                         | Eliminate ai quarti                                                   |
| --------------------- | --- | ---------------------------------------------------------------- | ------------------------------------------------ | ----------------------------------------------------- | --------------------------------------------------------------------- |
| 2 gennaio             | Hopman Cup 2012 Perth, Australia Hopman Cup 1 000 000 A$ – Cemento indoor – 8 teams (RR)                                                                               | Rep. Ceca 2-0                                                    | Francia                                          | Round Robin (Gruppo A) Stati Uniti Bulgaria Danimarca | Round Robin (Gruppo B) Australia Cina Spagna                          |
| 2 gennaio             | Brisbane International 2012 Brisbane, Australia WTA Premier 655 000 $ - Cemento - 32S/32Q/16D Singolare - Doppio                                                       | Kaia Kanepi 6–2, 6–1                                             | Daniela Hantuchová                               | Kim Clijsters Francesca Schiavone                     | Iveta Benešová Serena Williams Jelena Janković Andrea Petković        |
| 2 gennaio             | Brisbane International 2012 Brisbane, Australia WTA Premier 655 000 $ - Cemento - 32S/32Q/16D Singolare - Doppio                                                       | Nuria Llagostera Vives Arantxa Parra Santonja 7–6(2), 7–6(2)     | Raquel Kops-Jones Abigail Spears                 | Kim Clijsters Francesca Schiavone                     | Iveta Benešová Serena Williams Jelena Janković Andrea Petković        |
| 2 gennaio             | ASB Classic 2012 Auckland, Nuova Zelanda WTA International 220 000 $ - Cemento - 32S/32Q/16D Singolare - Doppio                                                        | Zheng Jie 2-6, 6-3 2-0 rit.                                      | Flavia Pennetta                                  | Angelique Kerber Svetlana Kuznecova                   | Sabine Lisicki Elena Vesnina Sara Errani Lucie Hradecká               |
| 2 gennaio             | ASB Classic 2012 Auckland, Nuova Zelanda WTA International 220 000 $ - Cemento - 32S/32Q/16D Singolare - Doppio                                                        | Andrea Hlaváčková Lucie Hradecká 6(2)–7, 6-2, [10-7]             | Julia Görges Flavia Pennetta                     | Angelique Kerber Svetlana Kuznecova                   | Sabine Lisicki Elena Vesnina Sara Errani Lucie Hradecká               |
| 9 gennaio             | Apia International Sydney 2012 Sydney, Australia WTA Premier 637 000 $ - Cemento - 30S/48Q/16D Singolare - Doppio                                                      | Viktoryja Azaranka 6-2, 1-6, 6-3                                 | Li Na                                            | Agnieszka Radwańska Petra Kvitová                     | Caroline Wozniacki Marion Bartoli Lucie Šafářová Daniela Hantuchová   |
| 9 gennaio             | Apia International Sydney 2012 Sydney, Australia WTA Premier 637 000 $ - Cemento - 30S/48Q/16D Singolare - Doppio                                                      | Květa Peschke Katarina Srebotnik 6-1, 4-6, [13-11]               | Liezel Huber Lisa Raymond                        | Agnieszka Radwańska Petra Kvitová                     | Caroline Wozniacki Marion Bartoli Lucie Šafářová Daniela Hantuchová   |
| 9 gennaio             | Moorilla Hobart International 2012 Hobart, Australia WTA International 220 000 $ - Cemento - 32S/32Q/16D Singolare - Doppio                                            | Mona Barthel 6-1, 6-2                                            | Yanina Wickmayer                                 | Shahar Peer Angelique Kerber                          | Simona Halep Anna Čakvetadze Sorana Cîrstea Jarmila Gajdošová         |
| 9 gennaio             | Moorilla Hobart International 2012 Hobart, Australia WTA International 220 000 $ - Cemento - 32S/32Q/16D Singolare - Doppio                                            | Irina-Camelia Begu Monica Niculescu 6(4)–7, 7–6(4), [10-5]       | Chuang Chia-jung Marina Eraković                 | Shahar Peer Angelique Kerber                          | Simona Halep Anna Čakvetadze Sorana Cîrstea Jarmila Gajdošová         |
| 16 gennaio 23 gennaio | Australian Open 2012 Melbourne, Australia Grande Slam 12 122 762 $ - Cemento - 128S/96Q/64D/32X Singolare - Doppio - Doppio misto                                      | Viktoryja Azaranka 6-3, 6-0                                      | Marija Šarapova                                  | Kim Clijsters Petra Kvitová                           | Caroline Wozniacki Agnieszka Radwańska Ekaterina Makarova Sara Errani |
| 16 gennaio 23 gennaio | Australian Open 2012 Melbourne, Australia Grande Slam 12 122 762 $ - Cemento - 128S/96Q/64D/32X Singolare - Doppio - Doppio misto                                      | Svetlana Kuznecova Vera Zvonarëva 5-7, 6-4, 6-3                  | Sara Errani Roberta Vinci                        | Kim Clijsters Petra Kvitová                           | Caroline Wozniacki Agnieszka Radwańska Ekaterina Makarova Sara Errani |
| 16 gennaio 23 gennaio | Australian Open 2012 Melbourne, Australia Grande Slam 12 122 762 $ - Cemento - 128S/96Q/64D/32X Singolare - Doppio - Doppio misto                                      | Bethanie Mattek-Sands Horia Tecău 6-3, 5-7, [10]-[3]             | Elena Vesnina Leander Paes                       | Kim Clijsters Petra Kvitová                           | Caroline Wozniacki Agnieszka Radwańska Ekaterina Makarova Sara Errani |
| 30 gennaio            | Fed Cup 2012 - Quarti di finale Mosca, Russia, Cemento indoor Charleroi, Belgio, Cemento indoor Biella, Italia, Terra rossa indoor Stoccarda, Germania, Cemento indoor | Vincenti 1º turno Russia 3-2 Serbia 3-2 Italia 3-2 Rep. Ceca 4-1 | Perdenti 1º turno Spagna Belgio Ucraina Germania |                                                       |                                                                       |

### Febbraio
| Settimana   | Torneo | Campionesse                                       | Finaliste                                     | Semifinaliste                      | Eliminate ai quarti                                                                  |
| ----------- | --- | ------------------------------------------------- | --------------------------------------------- | ---------------------------------- | ------------------------------------------------------------------------------------ |
| 6 febbraio  | Open GDF Suez 2012 Parigi, Francia WTA Premier 637 000 $ - Cemento indoor - 30S/32Q/16D Singolare - Doppio                    | Angelique Kerber 7–6(3), 5-7, 6-3                 | Marion Bartoli                                | Yanina Wickmayer Klára Zakopalová  | Marija Šarapova Mona Barthel Julia Görges Roberta Vinci                              |
| 6 febbraio  | Open GDF Suez 2012 Parigi, Francia WTA Premier 637 000 $ - Cemento indoor - 30S/32Q/16D Singolare - Doppio                    | Liezel Huber Lisa Raymond 7–6(3), 6-1             | Anna-Lena Grönefeld Petra Martić              | Yanina Wickmayer Klára Zakopalová  | Marija Šarapova Mona Barthel Julia Görges Roberta Vinci                              |
| 6 febbraio  | PTT Pattaya Open 2012 Pattaya, Thailandia WTA International 220 000 $ - Cemento - 32S/16Q/16D Singolare - Doppio              | Daniela Hantuchová 6(4)–7, 6-3, 6-3               | Marija Kirilenko                              | Sorana Cîrstea Hsieh Su-wei        | Vera Zvonarëva Tamarine Tanasugarn Vania King Sania Mirza                            |
| 6 febbraio  | PTT Pattaya Open 2012 Pattaya, Thailandia WTA International 220 000 $ - Cemento - 32S/16Q/16D Singolare - Doppio              | Sania Mirza Anastasija Rodionova 3-6, 6-1, [10-8] | Chan Hao-ching Chan Yung-jan                  | Sorana Cîrstea Hsieh Su-wei        | Vera Zvonarëva Tamarine Tanasugarn Vania King Sania Mirza                            |
| 13 febbraio | Qatar Total Open 2012 Doha, Qatar WTA Premier 5 2 168 400 $ - Cemento - 56S/32Q/16D Singolare - Doppio                        | Viktoryja Azaranka 6-1, 6-2                       | Samantha Stosur                               | Agnieszka Radwańska Marion Bartoli | Yanina Wickmayer Christina McHale Monica Niculescu Lucie Šafářová                    |
| 13 febbraio | Qatar Total Open 2012 Doha, Qatar WTA Premier 5 2 168 400 $ - Cemento - 56S/32Q/16D Singolare - Doppio                        | Liezel Huber Lisa Raymond 6–3, 6–1                | Raquel Kops-Jones Abigail Spears              | Agnieszka Radwańska Marion Bartoli | Yanina Wickmayer Christina McHale Monica Niculescu Lucie Šafářová                    |
| 13 febbraio | XX Copa BBVA-Colsanitas Bogotà, Colombia WTA International 220 000 $ - Terra rossa - 32S/32Q/16D Singolare - Doppio           | Lara Arruabarrena-Vecino 6-2, 7-5                 | Aleksandra Panova                             | Edina Gallovits-Hall Tímea Babos   | Mariana Duque Mariño Paula Ormaechea Jaroslava Švedova Karin Knapp                   |
| 13 febbraio | XX Copa BBVA-Colsanitas Bogotà, Colombia WTA International 220 000 $ - Terra rossa - 32S/32Q/16D Singolare - Doppio           | Eva Birnerová Aleksandra Panova 6–2, 6–2          | Mandy Minella Stefanie Vögele                 | Edina Gallovits-Hall Tímea Babos   | Mariana Duque Mariño Paula Ormaechea Jaroslava Švedova Karin Knapp                   |
| 20 febbraio | Dubai Tennis Championships 2012 Dubai, Emirati Arabi Uniti WTA Premier 2 000 000 $ - Cemento - 28S/32Q/16D Singolare - Doppio | Agnieszka Radwańska 7-5, 6-4                      | Julia Görges                                  | Caroline Wozniacki Jelena Janković | Daniela Hantuchová Ana Ivanović Samantha Stosur Sabine Lisicki                       |
| 20 febbraio | Dubai Tennis Championships 2012 Dubai, Emirati Arabi Uniti WTA Premier 2 000 000 $ - Cemento - 28S/32Q/16D Singolare - Doppio | Liezel Huber Lisa Raymond 6-2, 6-1                | Sania Mirza Elena Vesnina                     | Caroline Wozniacki Jelena Janković | Daniela Hantuchová Ana Ivanović Samantha Stosur Sabine Lisicki                       |
| 20 febbraio | Memphis International 2012 Memphis, Stati Uniti WTA International 220 000 $ - Cemento indoor - 32S/16Q/16D Singolare - Doppio | Sofia Arvidsson 6-3, 6-4                          | Marina Eraković                               | Vera Duševina Alberta Brianti      | Stéphanie Foretz Gacon Michaëlla Krajicek Lesja Curenko Varvara Lepchenko            |
| 20 febbraio | Memphis International 2012 Memphis, Stati Uniti WTA International 220 000 $ - Cemento indoor - 32S/16Q/16D Singolare - Doppio | Andrea Hlaváčková Lucie Hradecká 6-3, 6-4         | Vera Duševina Ol'ga Govorcova                 | Vera Duševina Alberta Brianti      | Stéphanie Foretz Gacon Michaëlla Krajicek Lesja Curenko Varvara Lepchenko            |
| 20 febbraio | Monterrey Open 2012 Monterrey, Messico WTA International 220 000 $ - Cemento - 32S/32Q/16D Singolare - Doppio                 | Tímea Babos 6-4, 6-4                              | Alexandra Cadanțu                             | Gréta Arn Sara Errani              | Nina Bratčikova Lourdes Domínguez Lino Patricia Mayr-Achleitner Mandy Minella        |
| 20 febbraio | Monterrey Open 2012 Monterrey, Messico WTA International 220 000 $ - Cemento - 32S/32Q/16D Singolare - Doppio                 | Sara Errani Roberta Vinci 6-2, 7–6(6)             | Kimiko Date-Krumm Zhang Shuai                 | Gréta Arn Sara Errani              | Nina Bratčikova Lourdes Domínguez Lino Patricia Mayr-Achleitner Mandy Minella        |
| 27 febbraio | Abierto Mexicano de Tenis 2012 Acapulco, Messico WTA International 220 000 $ - Terra rossa - 32S/32Q/16D Singolare - Doppio   | Sara Errani 5-7, 7–6(2), 6-0                      | Flavia Pennetta                               | Roberta Vinci Irina-Camelia Begu   | Michaëlla Krajicek Estrella Cabeza Candela Magdaléna Rybáriková Mariana Duque-Mariño |
| 27 febbraio | Abierto Mexicano de Tenis 2012 Acapulco, Messico WTA International 220 000 $ - Terra rossa - 32S/32Q/16D Singolare - Doppio   | Sara Errani Roberta Vinci 6-2, 6-1                | Lourdes Domínguez Lino Arantxa Parra Santonja | Roberta Vinci Irina-Camelia Begu   | Michaëlla Krajicek Estrella Cabeza Candela Magdaléna Rybáriková Mariana Duque-Mariño |
| 27 febbraio | BMW Malaysian Open 2012 Kuala Lumpur, Malaysia WTA International 220 000 $ - Cemento indoor - 32S/32Q/16D Singolare - Doppio  | Hsieh Su-wei 2-6, 7-5, 4-1 rit.                   | Petra Martić                                  | Eléni Daniilídou Jelena Janković   | Agnieszka Radwańska Olivia Rogowska Peng Shuai Ayumi Morita                          |
| 27 febbraio | BMW Malaysian Open 2012 Kuala Lumpur, Malaysia WTA International 220 000 $ - Cemento indoor - 32S/32Q/16D Singolare - Doppio  | Chang Kai-chen Chuang Chia-jung 7-5, 6-4          | Chan Hao-ching Rika Fujiwara                  | Eléni Daniilídou Jelena Janković   | Agnieszka Radwańska Olivia Rogowska Peng Shuai Ayumi Morita                          |

### Marzo
| Settimana         | Torneo | Campionesse                                        | Finaliste                 | Semifinaliste                     | Eliminate ai quarti                                       |
| ----------------- | --- | -------------------------------------------------- | ------------------------- | --------------------------------- | --------------------------------------------------------- |
| 5 marzo 12 marzo  | Indian Wells Open 2012 Indian Wells, Stati Uniti WTA Premier Mandatory 4 828 050 $ - Cemento - 96S/48Q/32D Singolare - Doppio | Viktoryja Azaranka 6-2, 6-3                        | Marija Šarapova           | Angelique Kerber Ana Ivanović     | Agnieszka Radwańska Li Na Marion Bartoli Marija Kirilenko |
| 5 marzo 12 marzo  | Indian Wells Open 2012 Indian Wells, Stati Uniti WTA Premier Mandatory 4 828 050 $ - Cemento - 96S/48Q/32D Singolare - Doppio | Liezel Huber Lisa Raymond 6-2, 6-3                 | Sania Mirza Elena Vesnina | Angelique Kerber Ana Ivanović     | Agnieszka Radwańska Li Na Marion Bartoli Marija Kirilenko |
| 21 marzo 28 marzo | Sony Ericsson Open 2012 Miami, Stati Uniti WTA Premier Mandatory 4 828 050 $ - Cemento - 96S/48Q/32D Singolare - Doppio       | Agnieszka Radwańska 6-4, 7-5                       | Marija Šarapova           | Marion Bartoli Caroline Wozniacki | Viktoryja Azaranka Venus Williams Serena Williams Li Na   |
| 21 marzo 28 marzo | Sony Ericsson Open 2012 Miami, Stati Uniti WTA Premier Mandatory 4 828 050 $ - Cemento - 96S/48Q/32D Singolare - Doppio       | Marija Kirilenko Nadia Petrova 7-6(0), 4-6, [10-4] | Sara Errani Roberta Vinci | Marion Bartoli Caroline Wozniacki | Viktoryja Azaranka Venus Williams Serena Williams Li Na   |

### Aprile
| Settimana | Torneo | Campionesse                                              | Finaliste                                 | Semifinaliste                       | Eliminate ai quarti                                                        |
| --------- | --- | -------------------------------------------------------- | ----------------------------------------- | ----------------------------------- | -------------------------------------------------------------------------- |
| 2 aprile  | Family Circle Cup 2012 Charleston, Stati Uniti WTA Premier 740 000 $ – Terra verde – 56S/32Q/16D Singolare - Doppio                   | Serena Williams 6-0, 6-1                                 | Lucie Šafářová                            | Polona Hercog Samantha Stosur       | Nadia Petrova Vera Zvonarëva Sabine Lisicki Venus Williams                 |
| 2 aprile  | Family Circle Cup 2012 Charleston, Stati Uniti WTA Premier 740 000 $ – Terra verde – 56S/32Q/16D Singolare - Doppio                   | Anastasija Pavljučenkova Lucie Šafářová 5-7, 6-4, [10-6] | Anabel Medina Garrigues Jaroslava Švedova | Polona Hercog Samantha Stosur       | Nadia Petrova Vera Zvonarëva Sabine Lisicki Venus Williams                 |
| 9 aprile  | Barcelona Ladies Open 2012 Barcellona, Spagna WTA International 220 000 $ – Terra rossa – 32S/16Q/16D Singolare - Doppio              | Sara Errani 6-2, 6-2                                     | Dominika Cibulková                        | Sorana Cîrstea Carla Suárez Navarro | Ol'ga Govorcova Julija Bejgel'zymer Simona Halep Julia Görges              |
| 9 aprile  | Barcelona Ladies Open 2012 Barcellona, Spagna WTA International 220 000 $ – Terra rossa – 32S/16Q/16D Singolare - Doppio              | Sara Errani Roberta Vinci 6-0, 6-2                       | Flavia Pennetta Francesca Schiavone       | Sorana Cîrstea Carla Suárez Navarro | Ol'ga Govorcova Julija Bejgel'zymer Simona Halep Julia Görges              |
| 9 aprile  | E-Boks Open 2012 Copenaghen, Danimarca WTA International 220 000 $ – Cemento (i) – 32S/32Q/16D Singolare - Doppio                     | Angelique Kerber 6-4, 6-4                                | Caroline Wozniacki                        | Petra Martić Jelena Janković        | Alizé Cornet Bojana Jovanovski Kaia Kanepi Mona Barthel                    |
| 9 aprile  | E-Boks Open 2012 Copenaghen, Danimarca WTA International 220 000 $ – Cemento (i) – 32S/32Q/16D Singolare - Doppio                     | Kimiko Date-Krumm Rika Fujiwara 6-2, 4-6, [10-5]         | Sofia Arvidsson Kaia Kanepi               | Petra Martić Jelena Janković        | Alizé Cornet Bojana Jovanovski Kaia Kanepi Mona Barthel                    |
| 16 aprile | Fed Cup - Semifinali Mosca, Russia, Cemento indoor Ostrava, Repubblica Ceca, Cemento indoor                                           | Vincenti semifinali: Serbia 3-2 Rep. Ceca 4-1            | Perdenti semifinali: Russia Italia        |                                     |                                                                            |
| 23 aprile | Porsche Tennis Grand Prix 2012 Stoccarda, Germania WTA Premier 740 000 $ – Terra rossa (i) – 28S/32Q/16D Singolare - Doppio           | Marija Šarapova 6-1, 6-4                                 | Viktoryja Azaranka                        | Agnieszka Radwańska Petra Kvitová   | Mona Barthel Li Na Angelique Kerber Samantha Stosur                        |
| 23 aprile | Porsche Tennis Grand Prix 2012 Stoccarda, Germania WTA Premier 740 000 $ – Terra rossa (i) – 28S/32Q/16D Singolare - Doppio           | Iveta Benešová Barbora Záhlavová-Strýcová 6-4, 7-5       | Julia Görges Anna-Lena Grönefeld          | Agnieszka Radwańska Petra Kvitová   | Mona Barthel Li Na Angelique Kerber Samantha Stosur                        |
| 23 aprile | Grand Prix SAR La Princesse Lalla Meryem 2012 Fès, Morocco WTA International 220 000 $ – Terra rossa – 32S/32Q/16D Singolare - Doppio | Kiki Bertens 7-5, 6-0                                    | Laura Pous Tió                            | Simona Halep Mathilde Johansson     | Anabel Medina Garrigues Garbiñe Muguruza Blanco Petra Cetkovská I-C Begu   |
| 23 aprile | Grand Prix SAR La Princesse Lalla Meryem 2012 Fès, Morocco WTA International 220 000 $ – Terra rossa – 32S/32Q/16D Singolare - Doppio | Petra Cetkovská Aleksandra Panova 3-6, 7–6(5), [11-9]    | Irina-Camelia Begu Alexandra Cadanțu      | Simona Halep Mathilde Johansson     | Anabel Medina Garrigues Garbiñe Muguruza Blanco Petra Cetkovská I-C Begu   |
| 30 aprile | Budapest Grand Prix 2012 Budapest, Ungheria WTA International 220 000 $ – Terra rossa – 32S/32Q/16D Singolare - Doppio                | Sara Errani 7-5, 6-4                                     | Elena Vesnina                             | Anna Tatišvili Marina Eraković      | Alberta Brianti Aleksandra Wozniak Barbora Záhlavová-Strýcová Petra Martić |
| 30 aprile | Budapest Grand Prix 2012 Budapest, Ungheria WTA International 220 000 $ – Terra rossa – 32S/32Q/16D Singolare - Doppio                | Janette Husárová Magdaléna Rybáriková 6-4, 6-2           | Eva Birnerová Michaëlla Krajicek          | Anna Tatišvili Marina Eraković      | Alberta Brianti Aleksandra Wozniak Barbora Záhlavová-Strýcová Petra Martić |
| 30 aprile | Estoril Open 2012 Estoril, Portogallo WTA International 220 000 $ – Terra rossa – 32S/32Q/16D Singolare - Doppio                      | Kaia Kanepi 3-6, 7–6(6), 6-4                             | Carla Suárez Navarro                      | Roberta Vinci Karin Knapp           | Nadia Petrova Petra Cetkovská Sílvia Soler Espinosa Galina Voskoboeva      |
| 30 aprile | Estoril Open 2012 Estoril, Portogallo WTA International 220 000 $ – Terra rossa – 32S/32Q/16D Singolare - Doppio                      | Chuang Chia-jung Zhang Shuai 4-6, 6-1, [11-9]            | Jaroslava Švedova Galina Voskoboeva       | Roberta Vinci Karin Knapp           | Nadia Petrova Petra Cetkovská Sílvia Soler Espinosa Galina Voskoboeva      |

### Maggio
| Settimana          | Torneo | Campionesse                                              | Finaliste                              | Semifinaliste                      | Eliminate ai quarti                                                        |
| ------------------ | --- | -------------------------------------------------------- | -------------------------------------- | ---------------------------------- | -------------------------------------------------------------------------- |
| 7 maggio           | Mutua Madrid Open 2012 Madrid, Spagna WTA Premier Mandatory 3 755 140 € – Terra blu – 64S/32Q/28D Singolare - Doppio             | Serena Williams 6-1, 6-3                                 | Viktoryja Azaranka                     | Agnieszka Radwańska Lucie Hradecká | Li Na Varvara Lepchenko Samantha Stosur Marija Šarapova                    |
| 7 maggio           | Mutua Madrid Open 2012 Madrid, Spagna WTA Premier Mandatory 3 755 140 € – Terra blu – 64S/32Q/28D Singolare - Doppio             | Sara Errani Roberta Vinci 6-1, 3-6, [10-4]               | Ekaterina Makarova Elena Vesnina       | Agnieszka Radwańska Lucie Hradecká | Li Na Varvara Lepchenko Samantha Stosur Marija Šarapova                    |
| 14 maggio          | Internazionali d'Italia 2012 Roma, Italia WTA Premier 5 2 168 400 $ – Terra rossa – 56S/32Q/28D Singolare - Doppio               | Marija Šarapova 4-6, 6-4, 7–6(5)                         | Li Na                                  | Serena Williams Angelique Kerber   | Dominika Cibulková Flavia Pennetta Petra Kvitová Venus Williams            |
| 14 maggio          | Internazionali d'Italia 2012 Roma, Italia WTA Premier 5 2 168 400 $ – Terra rossa – 56S/32Q/28D Singolare - Doppio               | Sara Errani Roberta Vinci 6-2, 7-5                       | Ekaterina Makarova Elena Vesnina       | Serena Williams Angelique Kerber   | Dominika Cibulková Flavia Pennetta Petra Kvitová Venus Williams            |
| 21 maggio          | Brussels Open 2012 Bruxelles, Belgio WTA Premier 637 000 $ – Terra rossa – 30S/32Q/16D Singolare - Doppio                        | Agnieszka Radwańska 7-5, 6-0                             | Simona Halep                           | Kaia Kanepi Sofia Arvidsson        | Alison van Uytvanck Cvetana Pironkova Dominika Cibulková Urszula Radwańska |
| 21 maggio          | Brussels Open 2012 Bruxelles, Belgio WTA Premier 637 000 $ – Terra rossa – 30S/32Q/16D Singolare - Doppio                        | Bethanie Mattek-Sands Sania Mirza 6-3, 6-2               | Alicja Rosolska Zheng Jie              | Kaia Kanepi Sofia Arvidsson        | Alison van Uytvanck Cvetana Pironkova Dominika Cibulková Urszula Radwańska |
| 21 maggio          | Internationaux de Strasbourg 2012 Strasburgo, Francia WTA International 220 000 $ – Terra rossa – 32S/32Q/16D Singolare - Doppio | Francesca Schiavone 6-4, 6-4                             | Alizé Cornet                           | Pauline Parmentier Sloane Stephens | Aleksandra Panova Anabel Medina Garrigues Ayumi Morita Johanna Larsson     |
| 21 maggio          | Internationaux de Strasbourg 2012 Strasburgo, Francia WTA International 220 000 $ – Terra rossa – 32S/32Q/16D Singolare - Doppio | Ol'ga Govorcova Klaudia Jans-Ignacik 7–6(4), 6–3, [3–10] | Natalie Grandin Vladimíra Uhlířová     | Pauline Parmentier Sloane Stephens | Aleksandra Panova Anabel Medina Garrigues Ayumi Morita Johanna Larsson     |
| 28 maggio 4 giugno | Roland Garros 2012 Parigi, Francia Grande Slam 18 718 000 € – Terra rossa 128S/96Q/64D/32X Singolare - Doppio - Doppio misto     | Marija Šarapova 6-3, 6-2                                 | Sara Errani                            | Samantha Stosur Petra Kvitová      | Dominika Cibulková Angelique Kerber Jaroslava Švedova Kaia Kanepi          |
| 28 maggio 4 giugno | Roland Garros 2012 Parigi, Francia Grande Slam 18 718 000 € – Terra rossa 128S/96Q/64D/32X Singolare - Doppio - Doppio misto     | Sara Errani Roberta Vinci 4-6, 6-4, 6-2                  | Marija Kirilenko Nadia Petrova         | Samantha Stosur Petra Kvitová      | Dominika Cibulková Angelique Kerber Jaroslava Švedova Kaia Kanepi          |
| 28 maggio 4 giugno | Roland Garros 2012 Parigi, Francia Grande Slam 18 718 000 € – Terra rossa 128S/96Q/64D/32X Singolare - Doppio - Doppio misto     | Sania Mirza Mahesh Bhupathi 7–6(3), 6–1                  | Klaudia Jans-Ignacik Santiago González | Samantha Stosur Petra Kvitová      | Dominika Cibulková Angelique Kerber Jaroslava Švedova Kaia Kanepi          |

### Giugno
| Settimana          | Torneo | Campionesse                                                  | Finaliste                        | Semifinaliste                       | Eliminate ai quarti                                                          |
| ------------------ | --- | ------------------------------------------------------------ | -------------------------------- | ----------------------------------- | ---------------------------------------------------------------------------- |
| 11 giugno          | AEGON Classic 2012 Birmingham, Regno Unito WTA International 220 000 $ – Erba – 56S/32Q/16D Singolare - Doppio          | Melanie Oudin 6-4, 6-2                                       | Jelena Janković                  | Zheng Jie Ekaterina Makarova        | Misaki Doi Roberta Vinci Hsieh Su-wei Irina Falconi                          |
| 11 giugno          | AEGON Classic 2012 Birmingham, Regno Unito WTA International 220 000 $ – Erba – 56S/32Q/16D Singolare - Doppio          | Tímea Babos Hsieh Su-wei 7–5, 6(2)–7, [10–8]                 | Liezel Huber Lisa Raymond        | Zheng Jie Ekaterina Makarova        | Misaki Doi Roberta Vinci Hsieh Su-wei Irina Falconi                          |
| 11 giugno          | Gastein Ladies 2012 Bad Gastein, Austria WTA International 220 000 $ – Terra rossa – 32S/32Q/16D Singolare - Doppio     | Alizé Cornet 7–5, 7–6(1)                                     | Yanina Wickmayer                 | Ksenija Pervak Mandy Minella        | Estrella Cabeza Candela Chichi Scholl Johanna Larsson Yvonne Meusburger      |
| 11 giugno          | Gastein Ladies 2012 Bad Gastein, Austria WTA International 220 000 $ – Terra rossa – 32S/32Q/16D Singolare - Doppio     | Jill Craybas Julia Görges 6(4)–7, 6–4, [11–9]                | Anna-Lena Grönefeld Petra Martić | Ksenija Pervak Mandy Minella        | Estrella Cabeza Candela Chichi Scholl Johanna Larsson Yvonne Meusburger      |
| 18 giugno          | AEGON International 2012 Eastbourne, Regno Unito WTA Premier 637 000 $ – Erba – 32S/32Q/16D Singolare - Doppio          | Tamira Paszek 5-7, 6-3, 7-5                                  | Angelique Kerber                 | Marion Bartoli Klára Zakopalová     | Cvetana Pironkova Lucie Šafářová Anastasija Pavljučenkova Ekaterina Makarova |
| 18 giugno          | AEGON International 2012 Eastbourne, Regno Unito WTA Premier 637 000 $ – Erba – 32S/32Q/16D Singolare - Doppio          | Nuria Llagostera Vives María José Martínez Sánchez 6-4, rit. | Liezel Huber Lisa Raymond        | Marion Bartoli Klára Zakopalová     | Cvetana Pironkova Lucie Šafářová Anastasija Pavljučenkova Ekaterina Makarova |
| 18 giugno          | UNICEF Open 2012 's-Hertogenbosch, Paesi Bassi WTA International 220 000 $ – Erba – 32S/16Q/16D Singolare - Doppio      | Nadia Petrova 6-4, 6-3                                       | Urszula Radwańska                | Kirsten Flipkens Kim Clijsters      | Roberta Vinci Dominika Cibulková Sofia Arvidsson Francesca Schiavone         |
| 18 giugno          | UNICEF Open 2012 's-Hertogenbosch, Paesi Bassi WTA International 220 000 $ – Erba – 32S/16Q/16D Singolare - Doppio      | Sara Errani Roberta Vinci 6-4, 3-6, [11-9]                   | Marija Kirilenko Nadia Petrova   | Kirsten Flipkens Kim Clijsters      | Roberta Vinci Dominika Cibulková Sofia Arvidsson Francesca Schiavone         |
| 25 giugno 2 luglio | Torneo di Wimbledon 2012 Londra, Regno Unito Grand Slam £ – Erba 128S/96Q/64D/16Q/48X Singolare - Doppio - Doppio misto | Serena Williams 6-1, 5-7, 6-2                                | Agnieszka Radwańska              | Angelique Kerber Viktoryja Azaranka | Sabine Lisicki Marija Kirilenko Petra Kvitová Tamira Paszek                  |
| 25 giugno 2 luglio | Torneo di Wimbledon 2012 Londra, Regno Unito Grand Slam £ – Erba 128S/96Q/64D/16Q/48X Singolare - Doppio - Doppio misto | Serena Williams Venus Williams 7-5, 6-4                      | Andrea Hlaváčková Lucie Hradecká | Angelique Kerber Viktoryja Azaranka | Sabine Lisicki Marija Kirilenko Petra Kvitová Tamira Paszek                  |
| 25 giugno 2 luglio | Torneo di Wimbledon 2012 Londra, Regno Unito Grand Slam £ – Erba 128S/96Q/64D/16Q/48X Singolare - Doppio - Doppio misto | Mike Bryan Lisa Raymond 6–3, 5–7, 6–4                        | Leander Paes Elena Vesnina       | Angelique Kerber Viktoryja Azaranka | Sabine Lisicki Marija Kirilenko Petra Kvitová Tamira Paszek                  |

### Luglio
| Settimana | Torneo | Campionesse                                            | Finaliste                         | Semifinaliste                                | Eliminate ai quarti                                                         |
| --------- | --- | ------------------------------------------------------ | --------------------------------- | -------------------------------------------- | --------------------------------------------------------------------------- |
| 9 luglio  | Bank of the West Classic 2012 Stanford, Stati Uniti WTA Premier 740 000 $ – Cemento – 28S/32Q/16D Singolare - Doppio                | Serena Williams 7-5, 6-3                               | Coco Vandeweghe                   | Sorana Cîrstea Yanina Wickmayer              | Chanelle Scheepers Dominika Cibulková Urszula Radwańska Marion Bartoli      |
| 9 luglio  | Bank of the West Classic 2012 Stanford, Stati Uniti WTA Premier 740 000 $ – Cemento – 28S/32Q/16D Singolare - Doppio                | Marina Eraković Heather Watson 7-5, 7–6(7)             | Jarmila Gajdošová Vania King      | Sorana Cîrstea Yanina Wickmayer              | Chanelle Scheepers Dominika Cibulková Urszula Radwańska Marion Bartoli      |
| 9 luglio  | Internazionali Femminili di Palermo 2012 Palermo, Italia WTA International 220 000 $ – Terra rossa – 32S/32Q/16D Singolare - Doppio | Sara Errani 6-1, 6-3                                   | Barbora Záhlavová-Strýcová        | Irina-Camelia Begu Laura Robson              | Alexandra Cadanțu Estrella Cabeza Candela Julia Görges Carla Suárez Navarro |
| 9 luglio  | Internazionali Femminili di Palermo 2012 Palermo, Italia WTA International 220 000 $ – Terra rossa – 32S/32Q/16D Singolare - Doppio | Renata Voráčová Barbora Záhlavová-Strýcová 7–6(5), 6-4 | Darija Jurak Katalin Marosi       | Irina-Camelia Begu Laura Robson              | Alexandra Cadanțu Estrella Cabeza Candela Julia Görges Carla Suárez Navarro |
| 16 luglio | Mercury Insurance Open 2012 Carlsbad, Stati Uniti WTA Premier 740 000 $ – Cemento – 56S/32Q/16D Singolare – Doppio                  | Dominika Cibulková 6-1, 7-5                            | Marion Bartoli                    | Chan Yung-jan Nadia Petrova                  | Christina McHale Jelena Janković Varvara Lepchenko Urszula Radwańska        |
| 16 luglio | Mercury Insurance Open 2012 Carlsbad, Stati Uniti WTA Premier 740 000 $ – Cemento – 56S/32Q/16D Singolare – Doppio                  | Raquel Kops-Jones Abigail Spears 6-2, 6-4              | Vania King Nadia Petrova          | Chan Yung-jan Nadia Petrova                  | Christina McHale Jelena Janković Varvara Lepchenko Urszula Radwańska        |
| 16 luglio | Sony Ericsson Swedish Open Women 2012 Båstad, Svezia WTA International 220 000 $ – Terra rossa – 32S/32Q/16D Singolare - Doppio     | Polona Hercog 0-6, 6-4, 7-5                            | Mathilde Johansson                | Johanna Larsson Mona Barthel                 | Anastasija Pavljučenkova Klára Zakopalová Cvetana Pironkova Sofia Arvidsson |
| 16 luglio | Sony Ericsson Swedish Open Women 2012 Båstad, Svezia WTA International 220 000 $ – Terra rossa – 32S/32Q/16D Singolare - Doppio     | Catalina Castaño Mariana Duque Mariño 4-6, 7-5, [10-5] | Eva Hrdinová Mervana Jugić-Salkić | Johanna Larsson Mona Barthel                 | Anastasija Pavljučenkova Klára Zakopalová Cvetana Pironkova Sofia Arvidsson |
| 23 luglio | Baku Cup 2012 Baku, Azerbaigian WTA International 220 000 $ – Cemento – 32S/32Q/16D Singolare - Doppio                              | Bojana Jovanovski 6-3, 6-1                             | Julia Cohen                       | Ol'ga Pučkova Aleksandra Panova              | Magdaléna Rybáriková Mandy Minella Aleksandra Krunić Nina Bratčikova        |
| 23 luglio | Baku Cup 2012 Baku, Azerbaigian WTA International 220 000 $ – Cemento – 32S/32Q/16D Singolare - Doppio                              | Iryna Burjačok Valerija Solov'ëva 6-3, 6-2             | Eva Birnerová Alberta Brianti     | Ol'ga Pučkova Aleksandra Panova              | Magdaléna Rybáriková Mandy Minella Aleksandra Krunić Nina Bratčikova        |
| 30 luglio | Tennis ai Giochi della XXX Olimpiade Londra, Regno Unito Olimpiadi Erba - 64S/32D/16X Singolare - Doppio - Doppio misto             |                                                        |                                   |                                              | Quarto posto                                                                |
| 30 luglio | Tennis ai Giochi della XXX Olimpiade Londra, Regno Unito Olimpiadi Erba - 64S/32D/16X Singolare - Doppio - Doppio misto             | Serena Williams 6-0, 6-1                               | Marija Šarapova                   | Viktoryja Azaranka 6-3, 6-4                  | Marija Kirilenko                                                            |
| 30 luglio | Tennis ai Giochi della XXX Olimpiade Londra, Regno Unito Olimpiadi Erba - 64S/32D/16X Singolare - Doppio - Doppio misto             | Serena Williams Venus Williams 6-4, 6-4                | Andrea Hlaváčková Lucie Hradecká  | Marija Kirilenko Nadia Petrova 4-6, 6-4, 6-1 | Liezel Huber Lisa Raymond                                                   |
| 30 luglio | Tennis ai Giochi della XXX Olimpiade Londra, Regno Unito Olimpiadi Erba - 64S/32D/16X Singolare - Doppio - Doppio misto             | Viktoryja Azaranka Maks Mirny 2-6, 6-3, [10-8]         | Laura Robson Andy Murray          | Lisa Raymond Mike Bryan 6-3, 4-6, [10-4]     | Sabine Lisicki Christopher Kas                                              |
| 30 luglio | Washington Open 2012 Washington, Stati Uniti WTA International 220 000 $ – Cemento – 32S/32Q/16D Singolare - Doppio                 | Magdaléna Rybáriková 6-1, 6-1                          | Anastasija Pavljučenkova          | Vania King Sloane Stephens                   | Chang Kai-chen Coco Vandeweghe Eugenie Bouchard Jana Čepelová               |
| 30 luglio | Washington Open 2012 Washington, Stati Uniti WTA International 220 000 $ – Cemento – 32S/32Q/16D Singolare - Doppio                 | Shūko Aoyama Chang Kai-chen 7-5, 6-2                   | Irina Falconi Chanelle Scheepers  | Vania King Sloane Stephens                   | Chang Kai-chen Coco Vandeweghe Eugenie Bouchard Jana Čepelová               |

### Agosto
| Settimana             | Torneo | Campionesse                                               | Finaliste                        | Semifinaliste                     | Eliminate ai quarti                                                          |
| --------------------- | --- | --------------------------------------------------------- | -------------------------------- | --------------------------------- | ---------------------------------------------------------------------------- |
| 6 agosto              | Canadian Open 2012 Montréal, Canada WTA Premier 5 2 168 400 $ – Cemento – 56S/64Q/28D Singolare - Doppio            | Petra Kvitová 7-5, 2-6, 6-3                               | Li Na                            | Caroline Wozniacki Lucie Šafářová | Tamira Paszek Aleksandra Wozniak Roberta Vinci Agnieszka Radwańska           |
| 6 agosto              | Canadian Open 2012 Montréal, Canada WTA Premier 5 2 168 400 $ – Cemento – 56S/64Q/28D Singolare - Doppio            | Klaudia Jans-Ignacik Kristina Mladenovic 7-5, 2-6, [10-7] | Nadia Petrova Katarina Srebotnik | Caroline Wozniacki Lucie Šafářová | Tamira Paszek Aleksandra Wozniak Roberta Vinci Agnieszka Radwańska           |
| 13 agosto             | Cincinnati Open 2012 Cincinnati, Stati Uniti WTA Premier 5 2 168 400 $ – Cemento – 56S/48Q/28D Singolare - Doppio   | Li Na 1-6, 6-3, 6-1                                       | Angelique Kerber                 | Venus Williams Petra Kvitová      | Agnieszka Radwańska Samantha Stosur Anastasija Pavljučenkova Serena Williams |
| 13 agosto             | Cincinnati Open 2012 Cincinnati, Stati Uniti WTA Premier 5 2 168 400 $ – Cemento – 56S/48Q/28D Singolare - Doppio   | Andrea Hlaváčková Lucie Hradecká 6-1, 6-3                 | Katarina Srebotnik Zheng Jie     | Venus Williams Petra Kvitová      | Agnieszka Radwańska Samantha Stosur Anastasija Pavljučenkova Serena Williams |
| 20 agosto             | New Haven Open at Yale 2012 New Haven, Stati Uniti WTA Premier 637 000 $ – Cemento – 28S/32Q/16D Singolare - Doppio | Petra Kvitová 7–6(9), 7-5                                 | Marija Kirilenko                 | Caroline Wozniacki Sara Errani    | Ol'ga Govorcova Dominika Cibulková Marion Bartoli Lucie Šafářová             |
| 20 agosto             | New Haven Open at Yale 2012 New Haven, Stati Uniti WTA Premier 637 000 $ – Cemento – 28S/32Q/16D Singolare - Doppio | Liezel Huber Lisa Raymond 4-6, 6-0, [10-4]                | Andrea Hlaváčková Lucie Hradecká | Caroline Wozniacki Sara Errani    | Ol'ga Govorcova Dominika Cibulková Marion Bartoli Lucie Šafářová             |
| 20 agosto             | Texas Tennis Open 2012 Dallas, Stati Uniti WTA International 220 000 $ – Cemento – 32S/32Q/16D Singolare - Doppio   | Roberta Vinci 7-5, 6-3                                    | Jelena Janković                  | Bojana Jovanovski Casey Dellacqua | Peng Shuai Chanelle Scheepers Aleksandra Wozniak Sorana Cîrstea              |
| 20 agosto             | Texas Tennis Open 2012 Dallas, Stati Uniti WTA International 220 000 $ – Cemento – 32S/32Q/16D Singolare - Doppio   | Marina Eraković Heather Watson 6-3, 6-0                   | Līga Dekmeijere Irina Falconi    | Bojana Jovanovski Casey Dellacqua | Peng Shuai Chanelle Scheepers Aleksandra Wozniak Sorana Cîrstea              |
| 27 agosto 3 settembre | US Open 2012 New York, Stati Uniti Grand Slam $ – Cemento 128S/128Q/64D/32X Singolare - Doppio - Doppio misto       | Serena Williams 6-2, 2-6, 7-5                             | Viktoryja Azaranka               | Marija Šarapova Sara Errani       | Samantha Stosur Marion Bartoli Ana Ivanović Roberta Vinci                    |
| 27 agosto 3 settembre | US Open 2012 New York, Stati Uniti Grand Slam $ – Cemento 128S/128Q/64D/32X Singolare - Doppio - Doppio misto       | Sara Errani Roberta Vinci 6-4, 6-2                        | Andrea Hlaváčková Lucie Hradecká | Marija Šarapova Sara Errani       | Samantha Stosur Marion Bartoli Ana Ivanović Roberta Vinci                    |
| 27 agosto 3 settembre | US Open 2012 New York, Stati Uniti Grand Slam $ – Cemento 128S/128Q/64D/32X Singolare - Doppio - Doppio misto       | Ekaterina Makarova Bruno Soares 6(8)–7, 6-1, [12-10]      | Květa Peschke Marcin Matkowski   | Marija Šarapova Sara Errani       | Samantha Stosur Marion Bartoli Ana Ivanović Roberta Vinci                    |

### Settembre
| Settimana    | Torneo | Campionesse                                              | Finaliste                          | Semifinaliste                        | Eliminate ai quarti                                                     |
| ------------ | --- | -------------------------------------------------------- | ---------------------------------- | ------------------------------------ | ----------------------------------------------------------------------- |
| 10 settembre | Tashkent Open 2012 Tashkent, Uzbekistan WTA International 220 000 $ – Cemento – 32S/32Q/16D Singolare - Doppio                | Irina-Camelia Begu 6-4, 6-4                              | Donna Vekić                        | Eva Birnerová Urszula Radwańska      | Alexandra Cadanțu Bojana Jovanovski Galina Voskoboeva Aleksandra Panova |
| 10 settembre | Tashkent Open 2012 Tashkent, Uzbekistan WTA International 220 000 $ – Cemento – 32S/32Q/16D Singolare - Doppio                | Paula Kania Polina Pekhova 6-2, rit.                     | Anna Čakvetadze Vesna Dolonc       | Eva Birnerová Urszula Radwańska      | Alexandra Cadanțu Bojana Jovanovski Galina Voskoboeva Aleksandra Panova |
| 10 settembre | Bell Challenge 2012 Québec, Canada WTA International 220 000 $ – Cemento (i) – 32S/32Q/16D Singolare - Doppio                 | Kirsten Flipkens 6-1, 7-5                                | Lucie Hradecká                     | Mona Barthel Kristina Mladenovic     | Barbora Záhlavová-Strýcová Anna Tatišvili Melanie Oudin Lauren Davis    |
| 10 settembre | Bell Challenge 2012 Québec, Canada WTA International 220 000 $ – Cemento (i) – 32S/32Q/16D Singolare - Doppio                 | Tatjana Maria Kristina Mladenovic 7–6(5), 6(6)–7, [10-7] | Alicja Rosolska Heather Watson     | Mona Barthel Kristina Mladenovic     | Barbora Záhlavová-Strýcová Anna Tatišvili Melanie Oudin Lauren Davis    |
| 17 settembre | Hansol Korea Open 2012 Seul, Corea del sud WTA International 220 000 $ – Cemento – 32S/32Q/16D Singolare - Doppio             | Caroline Wozniacki 6-1, 6-0                              | Kaia Kanepi                        | Ekaterina Makarova Varvara Lepchenko | Klára Zakopalová María José Martínez Sánchez Kiki Bertens Tamira Paszek |
| 17 settembre | Hansol Korea Open 2012 Seul, Corea del sud WTA International 220 000 $ – Cemento – 32S/32Q/16D Singolare - Doppio             | Raquel Kops-Jones Abigail Spears 2-6, 6-2, [10-8].       | Akgul Amanmuradova Vania King      | Ekaterina Makarova Varvara Lepchenko | Klára Zakopalová María José Martínez Sánchez Kiki Bertens Tamira Paszek |
| 17 settembre | Guangzhou International Women's Open 2012 Canton, Cina WTA International 220 000 $ – Cemento – 32S/32Q/16D Singolare - Doppio | Hsieh Su-wei 6-3, 5-7, 6-4                               | Laura Robson                       | Urszula Radwańska Sorana Cîrstea     | Mathilde Johansson Chanelle Scheepers Alizé Cornet Peng Shuai           |
| 17 settembre | Guangzhou International Women's Open 2012 Canton, Cina WTA International 220 000 $ – Cemento – 32S/32Q/16D Singolare - Doppio | Tamarine Tanasugarn Shuai Zhang 2-6, 6-2, [10-8]         | Jarmila Gajdošová Monica Niculescu | Urszula Radwańska Sorana Cîrstea     | Mathilde Johansson Chanelle Scheepers Alizé Cornet Peng Shuai           |
| 24 settembre | Toray Pan Pacific Open 2012 Tokyo, Giappone WTA Premier 5 2 168 400 $ – Cemento – 56S/32Q/16D Singolare - Doppio              | Nadia Petrova 6-0, 1-6, 6-3                              | Agnieszka Radwańska                | Angelique Kerber Samantha Stosur     | Viktoryja Azaranka Caroline Wozniacki Sara Errani Marija Šarapova       |
| 24 settembre | Toray Pan Pacific Open 2012 Tokyo, Giappone WTA Premier 5 2 168 400 $ – Cemento – 56S/32Q/16D Singolare - Doppio              | Raquel Kops-Jones Abigail Spears 6-1, 6-4                | Anna-Lena Grönefeld Květa Peschke  | Angelique Kerber Samantha Stosur     | Viktoryja Azaranka Caroline Wozniacki Sara Errani Marija Šarapova       |

### Ottobre
| Settimana  | Torneo | Campionesse                                       | Finaliste                               | Semifinaliste                          | Eliminate ai quarti |
| ---------- | --- | ------------------------------------------------- | --------------------------------------- | -------------------------------------- | --- |
| 1º ottobre | China Open 2012 Pechino, China WTA Premier Mandatory 4 828 050 $ – Cemento – 60S/32Q/28D Singolare - Doppio                  | Viktoryja Azaranka 6-3, 6-1                       | Marija Šarapova                         | Marion Bartoli Li Na                   | Romina Oprandi Carla Suárez Navarro Agnieszka Radwańska Angelique Kerber                                                            |
| 1º ottobre | China Open 2012 Pechino, China WTA Premier Mandatory 4 828 050 $ – Cemento – 60S/32Q/28D Singolare - Doppio                  | Ekaterina Makarova Elena Vesnina 7-5, 7-5         | Nuria Llagostera Vives Sania Mirza      | Marion Bartoli Li Na                   | Romina Oprandi Carla Suárez Navarro Agnieszka Radwańska Angelique Kerber                                                            |
| 8 ottobre  | Generali Ladies Linz 2012 Linz, Austria WTA International 220 000 $ – Cemento (i) – 32S/32Q/16D Singolare - Doppio           | Viktoryja Azaranka 6-3, 6-4                       | Julia Görges                            | Irina-Camelia Begu Kirsten Flipkens    | Petra Martić Bethanie Mattek-Sands Sofia Arvidsson Ana Ivanović                                                                     |
| 8 ottobre  | Generali Ladies Linz 2012 Linz, Austria WTA International 220 000 $ – Cemento (i) – 32S/32Q/16D Singolare - Doppio           | Anna-Lena Grönefeld Květa Peschke 6-3, 6-4        | Julia Görges Barbora Záhlavová-Strýcová | Irina-Camelia Begu Kirsten Flipkens    | Petra Martić Bethanie Mattek-Sands Sofia Arvidsson Ana Ivanović                                                                     |
| 8 ottobre  | Japan Women's Open Tennis 2012 Osaka, Giappone WTA International 220 000 $ – Cemento – 32S/32Q/16D Singolare - Doppio        | Heather Watson 7-5, 5-7, 7–6(4)                   | Chang Kai-chen                          | Samantha Stosur Misaki Doi             | Jamie Hampton Laura Robson Chanelle Scheepers Pauline Parmentier                                                                    |
| 8 ottobre  | Japan Women's Open Tennis 2012 Osaka, Giappone WTA International 220 000 $ – Cemento – 32S/32Q/16D Singolare - Doppio        | Raquel Kops-Jones Abigail Spears 6-1, 6-4         | Kimiko Date-Krumm Heather Watson        | Samantha Stosur Misaki Doi             | Jamie Hampton Laura Robson Chanelle Scheepers Pauline Parmentier                                                                    |
| 15 ottobre | Kremlin Cup 2012 Mosca, Russia WTA Premier 740 000 $ – Cemento (i) – 28S/32Q/16D Singolare - Doppio                          | Caroline Wozniacki 6-2, 4-6, 7-5                  | Samantha Stosur                         | Ana Ivanović Sofia Arvidsson           | Klára Zakopalová Vesna Dolonc Dominika Cibulková Marija Kirilenko                                                                   |
| 15 ottobre | Kremlin Cup 2012 Mosca, Russia WTA Premier 740 000 $ – Cemento (i) – 28S/32Q/16D Singolare - Doppio                          | Ekaterina Makarova Elena Vesnina 6-3, 1-6, [10-8] | Marija Kirilenko Nadia Petrova          | Ana Ivanović Sofia Arvidsson           | Klára Zakopalová Vesna Dolonc Dominika Cibulková Marija Kirilenko                                                                   |
| 15 ottobre | BGL Luxembourg Open 2012 Lussemburgo, Lussemburgo WTA International 220 000 $ – Cemento (i) – 32S/32Q/16D Singolare - Doppio | Venus Williams 6-2, 6-3                           | Monica Niculescu                        | Andrea Petković Daniela Hantuchová     | Roberta Vinci Ksenija Pervak Lourdes Domínguez Lino Lucie Hradecká                                                                  |
| 15 ottobre | BGL Luxembourg Open 2012 Lussemburgo, Lussemburgo WTA International 220 000 $ – Cemento (i) – 32S/32Q/16D Singolare - Doppio | Andrea Hlaváčková Lucie Hradecká 6-3, 6-4         | Irina-Camelia Begu Monica Niculescu     | Andrea Petković Daniela Hantuchová     | Roberta Vinci Ksenija Pervak Lourdes Domínguez Lino Lucie Hradecká                                                                  |
| 22 ottobre | WTA Tour Championships 2012 Istanbul, Turchia Torneo di fine anno 4 900 000 $ – Cemento (i) – 8S (RR)/4D Singolare - Doppio  | Serena Williams 6-4, 6-3                          | Marija Šarapova                         | Agnieszka Radwańska Viktoryja Azaranka | Round Robin Gruppo Rosso Angelique Kerber Li Na Gruppo Bianco Petra Kvitová (ritirata) Samantha Stosur Sara Errani                  |
| 22 ottobre | WTA Tour Championships 2012 Istanbul, Turchia Torneo di fine anno 4 900 000 $ – Cemento (i) – 8S (RR)/4D Singolare - Doppio  | Marija Kirilenko Nadia Petrova 6-1, 6-4           | Andrea Hlaváčková Lucie Hradecká        | Agnieszka Radwańska Viktoryja Azaranka | Round Robin Gruppo Rosso Angelique Kerber Li Na Gruppo Bianco Petra Kvitová (ritirata) Samantha Stosur Sara Errani                  |
| 29 ottobre | Qatar Airways Tournament of Champions 2012 Sofia, Bulgaria Torneo di fine anno 750 000 $ – Cemento (i) – 8S Singolare        | Nadia Petrova 6-2, 6-1                            | Caroline Wozniacki                      | Cvetana Pironkova Roberta Vinci        | Round Robin Gruppo "Serdika" Hsieh Su-wei Daniela Hantuchová Gruppo "Sredets" Jie Zheng Marija Kirilenko (ritirata) Sofia Arvidsson |
| 29 ottobre | Fed Cup 2012 - Finale Praga, Repubblica Ceca, Cemento indoor                                                                 | Rep. Ceca 3-1                                     | Serbia                                  |                                        | |

## Distribuzione Punti
| Descrizione                | W    | F    | SF                                                                       | QF                                                                       | R16                                                                      | R32                                                                      | R64                                                                      | R128                                                                     | QLFR                                                                     | Q3 | Q2 | Q1 |
| -------------------------- | ---- | ---- | ------------------------------------------------------------------------ | ------------------------------------------------------------------------ | ------------------------------------------------------------------------ | ------------------------------------------------------------------------ | ------------------------------------------------------------------------ | ------------------------------------------------------------------------ | ------------------------------------------------------------------------ | -- | -- | -- |
| Grand Slam (S)             | 2000 | 1400 | 900                                                                      | 500                                                                      | 280                                                                      | 160                                                                      | 100                                                                      | 5                                                                        | 60                                                                       | 50 | 40 | 2  |
| Grand Slam (D)             | 2000 | 1400 | 900                                                                      | 500                                                                      | 280                                                                      | 160                                                                      | 5                                                                        | –                                                                        | 48                                                                       | –  | –  | –  |
| WTA Tour Championships (S) | +450 | +360 | (230 per ogni match del girone vinto 70 per ogni match del girone perso) | (230 per ogni match del girone vinto 70 per ogni match del girone perso) | (230 per ogni match del girone vinto 70 per ogni match del girone perso) | (230 per ogni match del girone vinto 70 per ogni match del girone perso) | (230 per ogni match del girone vinto 70 per ogni match del girone perso) | (230 per ogni match del girone vinto 70 per ogni match del girone perso) | (230 per ogni match del girone vinto 70 per ogni match del girone perso) | –  | –  | –  |
| WTA Tour Championships (D) | 1500 | 1050 | 690                                                                      | –                                                                        | –                                                                        | –                                                                        | –                                                                        | –                                                                        | –                                                                        | –  | –  | –  |
| Premier Mandatory (96S)    | 1000 | 700  | 450                                                                      | 250                                                                      | 140                                                                      | 80                                                                       | 50                                                                       | 5                                                                        | 30                                                                       | –  | 20 | 1  |
| Premier Mandatory (64S)    | 1000 | 700  | 450                                                                      | 250                                                                      | 140                                                                      | 80                                                                       | 5                                                                        | –                                                                        | 30                                                                       | –  | 20 | 1  |
| Premier Mandatory (28/32D) | 1000 | 700  | 450                                                                      | 250                                                                      | 140                                                                      | 5                                                                        | –                                                                        | –                                                                        | –                                                                        | –  | –  | –  |
| Premier 5 (56S)            | 900  | 620  | 395                                                                      | 225                                                                      | 125                                                                      | 70                                                                       | 1                                                                        | –                                                                        | 30                                                                       | –  | 20 | 1  |
| Premier 5 (28D)            | 900  | 620  | 395                                                                      | 225                                                                      | 125                                                                      | 1                                                                        | –                                                                        | –                                                                        | –                                                                        | –  | –  | –  |
| Olimpiadi (64S)            | 685  | 470  | 340(3a) 260(4a)                                                          | 175                                                                      | 95                                                                       | 55                                                                       | 1                                                                        | -                                                                        | –                                                                        | –  | –  | –  |
| Olimpiadi (32D)            | 685  | 470  | 340(3e) 260(4e)                                                          | 175                                                                      | 95                                                                       | 1                                                                        | -                                                                        | -                                                                        | –                                                                        | –  | –  | –  |
| Premier (56S)              | 470  | 320  | 200                                                                      | 120                                                                      | 60                                                                       | 40                                                                       | 1                                                                        | –                                                                        | 12                                                                       | –  | 8  | 1  |
| Premier (32S)              | 470  | 320  | 200                                                                      | 120                                                                      | 60                                                                       | 1                                                                        | –                                                                        | –                                                                        | 20                                                                       | 12 | 8  | 1  |
| Premier (16D)              | 470  | 320  | 200                                                                      | 120                                                                      | 1                                                                        | –                                                                        | –                                                                        | –                                                                        | –                                                                        | –  | –  | –  |
| Tournament of Champions    | +195 | +75  | (60 per ogni match del girone vinto 25 per ogni match del girone perso)  | (60 per ogni match del girone vinto 25 per ogni match del girone perso)  | (60 per ogni match del girone vinto 25 per ogni match del girone perso)  | (60 per ogni match del girone vinto 25 per ogni match del girone perso)  | (60 per ogni match del girone vinto 25 per ogni match del girone perso)  | (60 per ogni match del girone vinto 25 per ogni match del girone perso)  | (60 per ogni match del girone vinto 25 per ogni match del girone perso)  | –  | –  | –  |
| International (56S)        | 280  | 200  | 130                                                                      | 70                                                                       | 30                                                                       | 15                                                                       | 1                                                                        | –                                                                        | 10                                                                       | –  | 6  | 1  |
| International (32S)        | 280  | 200  | 130                                                                      | 70                                                                       | 30                                                                       | 1                                                                        | –                                                                        | –                                                                        | 16                                                                       | 10 | 6  | 1  |
| International (16D)        | 280  | 200  | 130                                                                      | 70                                                                       | 1                                                                        | –                                                                        | –                                                                        | –                                                                        | –                                                                        | –  | –  | –  |

## Ranking a fine anno
Nella tabella riportata sono presenti le prime dieci tenniste a fine stagione.

### Singolare
| #   | Giocatrice          | Punti  | Rank. 2011 | /  |
| 1.  | Viktoryja Azaranka  | 10.595 | 3          | 1  |
| 2.  | Maria Sharapova     | 10.045 | 4          | 2  |
| 3.  | Serena Williams     | 9.400  | 12         | 9  |
| 4.  | Agnieszka Radwańska | 7.425  | 8          | 4  |
| 5.  | Angelique Kerber    | 5.550  | 32         | 27 |
| 6.  | Sara Errani         | 5.100  | 45         | 39 |
| 7.  | Li Na               | 5.095  | 5          | 2  |
| 8.  | Petra Kvitová       | 5.085  | 2          | 6  |
| 9.  | Samantha Stosur     | 4.135  | 6          | 3  |
| 10. | Caroline Wozniacki  | 3.765  | 1          | 9  |

Nel corso della stagione tre tenniste hanno occupato la prima posizione:
- Wozniacki = fine 2011 – 29 gennaio 2012
- Azarenka = 30 gennaio – 10 giugno
- Sharapova = 11 giugno – 8 luglio
- Azarenka = 9 luglio – fine anno

### Doppio
| #   | Giocatrice             | Punti  | Rank. 2011 | /       |
| 1.  | Roberta Vinci          | 10.030 | 26         | 25      |
| 2.  | Sara Errani            | 10.030 | 27         | 25      |
| 3.  | Andrea Hlavackova      | 8.160  | 14         | 11      |
| 4.  | Lucie Hradecká         | 8.160  | 15         | 11      |
| 5.  | Nadia Petrova          | 7.065  | 13         | 8       |
| 6.  | Lisa Raymond           | 6.585  | 4          | 2       |
| 7.  | Maria Kirilenko        | 6.550  | 7          | Stabile |
| 8.  | Liezel Huber           | 6.510  | 1          | 7       |
| 9.  | Elena Vesnina          | 6.120  | 10         | 1       |
| 10. | Nuria Llagostera Vives | 5.540  | 32         | 22      |

Nel corso della stagione quattro tenniste, di cui una coppia, hanno occupato la prima posizione:
- Huber = fine 2011 – 22 aprile 2012
- Huber /  Raymond = 23 aprile – 9 settembre
- Errani = 10 settembre – 14 ottobre
- Vinci = 15 ottobre – fine anno